# Viktor Tichonov (1988)
Viktor Vasiljevič Tichonov (* 12. května 1988, Riga) je ruský hokejový útočník momentálně hrající v týmu Salavat Julajev Ufa v ruské KHL. Jeho dědečkem byl bývalý ruský hokejista a později i trenér Viktor Tichonov.

## Ocenění

### Kolektivní
- MS 2014 (zlatá medaile)

### Individuální
- Zlatá přilba (KHL) – 2013
- Nejlepší hráč podle direktoriátu IIHF na MS - 2014
- All Stars na MS - 2014
- Vítěz kanadského bodování na MS - 2014

## Klubové statistiky
| Sezona     | Klub                  | Soutěž     | Základní část | Základní část | Základní část | Základní část | Základní část | Play off | Play off | Play off | Play off | Play off |
| Sezona     | Klub                  | Soutěž     | Z             | G             | A             | B             | TM            | Z        | G        | A        | B        | TM       |
| ---------- | --------------------- | ---------- | ------------- | ------------- | ------------- | ------------- | ------------- | -------- | -------- | -------- | -------- | -------- |
| 2004/05    | CSKA-2 Moskva         | RUS-3      | 59            | 21            | 28            | 49            | 24            | —        | —        | —        | —        | —        |
| 2005/06    | HC Dmitrov            | RUS-2      | 36            | 6             | 8             | 14            | 10            | —        | —        | —        | —        | —        |
| 2005/06    | HC Dmitrov-2          | RUS-3      | 16            | 5             | 9             | 14            | 6             | —        | —        | —        | —        | —        |
| 2006/07    | Severstal-2 Čerepovec | RUS-3      | 21            | 14            | 16            | 30            | 20            | —        | —        | —        | —        | —        |
| 2006/07    | Severstal Čerepovec   | RSL        | 4             | 0             | 0             | 0             | 0             | —        | —        | —        | —        | —        |
| 2007/08    | Severstal Čerepovec   | RSL        | 43            | 6             | 6             | 12            | 43            | 8        | 0        | 1        | 1        | 4        |
| 2008/09    | Phoenix Coyotes       | NHL        | 61            | 8             | 8             | 16            | 20            | —        | —        | —        | —        | —        |
| 2008/09    | San Antonio Rampage   | AHL        | 4             | 2             | 1             | 3             | 0             | —        | —        | —        | —        | —        |
| 2009/10    | San Antonio Rampage   | AHL        | 18            | 2             | 6             | 8             | 12            | —        | —        | —        | —        | —        |
| 2009/10    | Severstal Čerepovec   | KHL        | 25            | 14            | 1             | 15            | 12            | —        | —        | —        | —        | —        |
| 2010/11    | San Antonio Rampage   | AHL        | 60            | 10            | 23            | 33            | 26            | —        | —        | —        | —        | —        |
| 2011/12    | SKA Petrohrad         | KHL        | 42            | 17            | 13            | 30            | 18            | 10       | 4        | 2        | 6        | 4        |
| 2012/13    | SKA Petrohrad         | KHL        | 39            | 12            | 15            | 27            | 16            | 15       | 10       | 8        | 18       | 20       |
| 2013/14    | SKA Petrohrad         | KHL        | 52            | 18            | 16            | 34            | 20            | 10       | 2        | 1        | 3        | 2        |
| 2014/15    | SKA Petrohrad         | KHL        | 49            | 8             | 16            | 24            | 29            | 15       | 1        | 1        | 2        | 4        |
| 2015/16    | Chicago Blackhawks    | NHL        | 11            | 0             | 0             | 0             | 6             | —        | —        | —        | —        | —        |
| 2015/16    | Arizona Coyotes       | NHL        | 39            | 3             | 3             | 6             | 14            | —        | —        | —        | —        | —        |
| 2016/17    | SKA Petrohrad         | KHL        | 36            | 6             | 4             | 10            | 13            | 2        | 0        | 0        | 0        | 2        |
| 2017/18    | SKA Petrohrad         | KHL        | 45            | 8             | 8             | 16            | 24            | 12       | 3        | 1        | 4        | 16       |
| 2018/19    | SKA Petrohrad         | KHL        | 38            | 5             | 7             | 12            | 24            | 16       | 1        | 2        | 3        | 18       |
| 2019/20    | SKA Petrohrad         | KHL        | 9             | 1             | 0             | 1             | 6             | —        | —        | —        | —        | —        |
| 2019/20    | Ak Bars Kazaň         | KHL        | 23            | 6             | 4             | 10            | 8             | 4        | 0        | 1        | 1        | 0        |
| 2020/21    | Ak Bars Kazaň         | KHL        | 42            | 11            | 12            | 23            | 28            | 15       | 3        | 2        | 5        | 0        |
| 2021/22    | Salavat Julajev Ufa   | KHL        | 25            | 5             | 10            | 15            | 12            | 11       | 3        | 3        | 6        | 14       |
| NHL celkem | NHL celkem            | NHL celkem | 111           | 11            | 11            | 22            | 40            | —        | —        | —        | —        | —        |
| KHL celkem | KHL celkem            | KHL celkem | 358           | 95            | 84            | 179           | 170           | 84       | 21       | 16       | 37       | 66       |

### Reprezentační statistiky
| 2008            | Rusko           | MSJ             | 7  | 5 | 2  | 7  | 6  | . místo  |
| 2014            | Rusko           | ZOH             | 2  | 0 | 1  | 1  | 0  | 5. místo |
| 2014            | Rusko           | MS              | 10 | 8 | 8  | 16 | 10 | . místo  |
| 2015            | Rusko           | MS              | 10 | 1 | 2  | 3  | 4  | . místo  |
| Junioři celkově | Junioři celkově | Junioři celkově | 7  | 5 | 2  | 7  | 6  |          |
| Senioři celkově | Senioři celkově | Senioři celkově | 22 | 9 | 11 | 20 | 14 |          |